# Asyryjska lista królów
Asyryjska lista królów, zwana też Asyryjską kroniką królewską – dzieło piśmiennictwa asyryjskiego wymieniające imiona i długość panowania królów rządzących Asyrią poczynając od władców najwcześniejszych (początek II tys. p.n.e.), a kończąc na panowaniu Salmanasara V (726–722 p.n.e.). Najważniejsze istniejące źródło do odtworzenia niemal kompletnej listy władców asyryjskich.

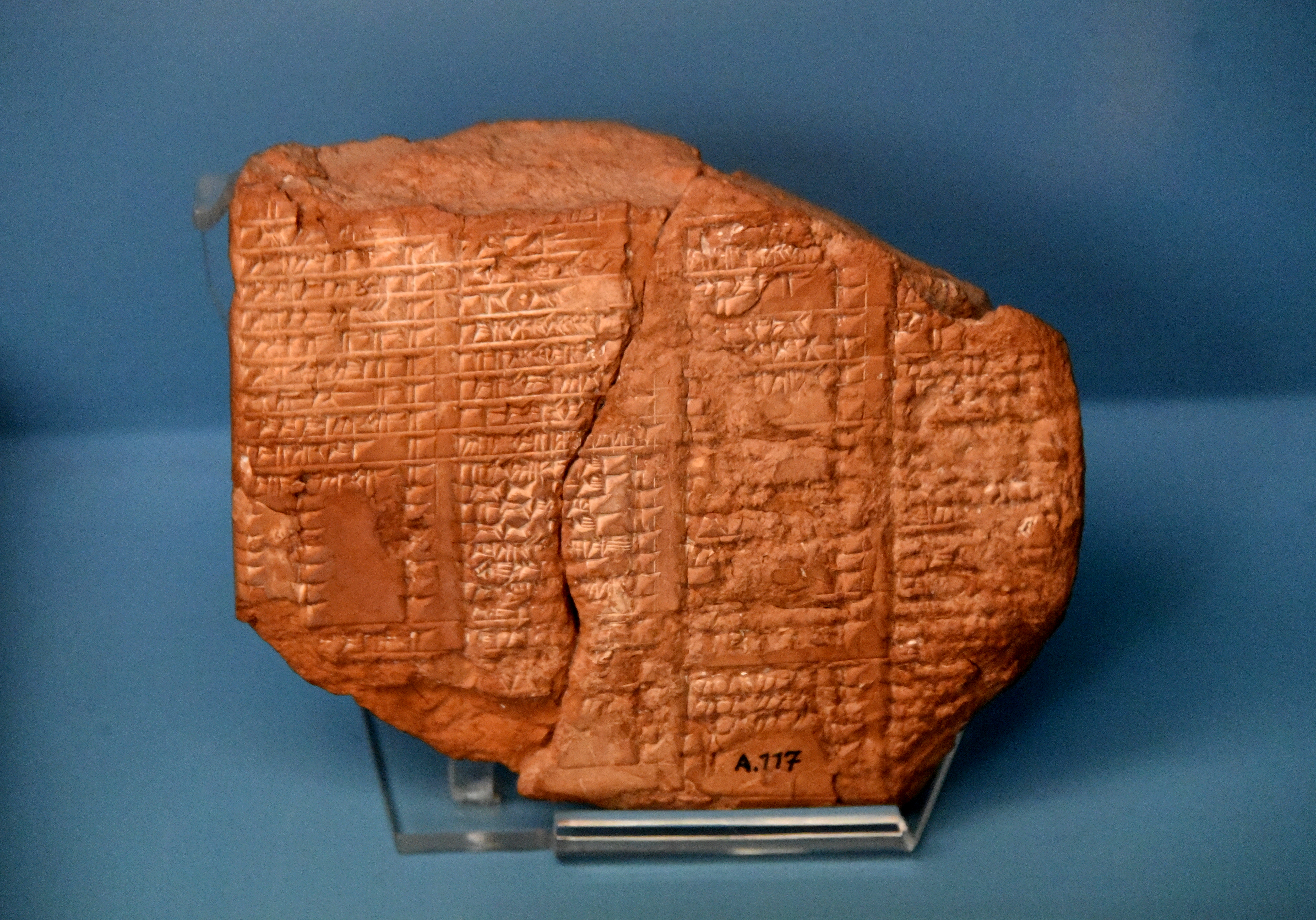
Fragment terakotowej tabliczki z tekstem Asyryjskiej listy królów (kopia D); odnaleziony w Aszur, obecnie w Muzeum Archeologicznym w Stambule.

## Zachowane kopie
Znanych jest pięć kopii tego tekstu (tzw. kopie A, B, C, D i E), datowanych na X–VIII w. p.n.e.:
- kopia A, tzw. „Nassouhi List”[4] – znaleziona w Aszur; posiada liczne luki; kończy się na panowaniu Tiglat-Pilesera II (966–935 p.n.e.);
- kopia B, tzw. „Khorsabad List”[5] – znaleziona w Dur-Szarrukin; według zachowanego kolofonu została skopiowana z oryginału znajdującego się w Aszur; wraz z kopią C należy do najlepiej zachowanych; kończy się na panowaniu Aszur-nirari V (754–745 p.n.e.); jej tekst zapisany jest na tabliczce w kształcie amuletu;
- kopia C, tzw. „Seventh-Day Adventist Theological Seminary (SDAS) List”[5] – pochodzenie nieznane; według zachowanego kolofonu należała do egzorcysty (akad. ašipu) z miasta Aszur; wraz z kopią B należy do najlepiej zachowanych; stanowi kopię najpóźniejszą, kończąc się na panowaniu Salmanasara V (726–722 p.n.e.); jej tekst zapisany jest na tabliczce w kształcie amuletu;
- kopia D[6] – niewielki fragment pochodzący z Aszur;
- kopia E[7] – niewielki fragment pochodzący z Niniwy

Tekst wszystkich kopii napisany jest dialektem asyryjskim języka akadyjskiego

## Kompozycja
We wszystkich zachowanych kopiach tekst zapisany jest na pojedynczej tabliczce, po obu jej stronach. Na każdej ze stron pionowa linia dzieli tekst na dwie kolumny, które z kolei podzielone są poziomymi liniami na ustępy. Każdy z ustępów, z wyjątkiem kilku początkowych, poświęcony jest panowaniu jednego władcy. Ustęp I zawiera imiona 17 władców, bez żadnych dodatkowych informacji. Ustęp II, podsumowujący, nazywa ich „17 królami, którzy mieszkali w namiotach”. W ustępie III wymienione są imiona kolejnych 10 władców, tym razem z zaznaczeniem, że każdy z nich był synem swego poprzednika. Ustęp IV nazywa ich „10 królami, którzy byli przodkami”. Ustęp V zawiera imiona sześciu władców i podsumowanie nazywające ich „6 królami, [których imiona zostały zapisane (?)] na cegłach, ale których limmu nie są znani (?)”. Począwszy od ustępu VI (panowanie Eriszuma I) tekst przyjmuje formę, w której każdy ustęp poświęcony jest jednemu władcy, którego pochodzenie i długość panowania są podane. W większości przypadków stosowana jest standardowa formuła „(król) A, syn (króla) B, panował przez X lat”. Od czasu do czasu występuje jednak odstępstwo od tego wzorca. Dotyczy to sytuacji, gdy sukcesja z ojca na syna zostaje przerwana – wówczas w treści ustępu obok imienia króla podawana jest krótka informacja o charakterze kronikarskim wyjaśniająca okoliczności dojścia przez niego do władzy. Tekst Listy, w zależności od kopii, kończy się na panowaniu Tiglat-Pilesera II (kopia A, najwcześniejsza), Aszur-nirari V (kopia B) lub Salmanasara V (kopia C, najpóźniejsza). W przypadku kopii B i C tekst zawiera dodatkowo na końcu kolofon wymieniający imię autora/właściciela tabliczki.

## Powstanie i ewolucjaListy
Zalążek Asyryjskiej listy królów powstał najprawdopodobniej w 1 połowie II tys. p.n.e., w czasach panowania Szamszi-Adada I (1813–1781 p.n.e.), amoryckiego uzurpatora na tronie ówczesnego miasta-państwa Aszur. Wydaje się, iż w założeniach miał to być tekst propagandowy, mający wykazać, iż król ten był prawowitym władcą Aszur. Aby „udowodnić” prawa Szamszi-Adada I do tronu, autor Listy włączył imiona jego przodków (ustępy I-IV) do listy „rdzennych” władców asyryjskich (ustępy V-XI).
Wydawałoby się, iż tak spreparowana Lista nie miała szans przetrwać próby czasu. Stało się jednak inaczej. Upadek dynastii Szamszi-Adada I, z następującym po nim okresem upadku, anarchii i obcych rządów sprawiły, iż potrzebny stał się dokument, który przypominałby Asyryjczykom o ich przeszłości i pochodzeniu. Kolejne pokolenia, motywowane patriotyzmem i poczuciem dumy z własnego dziedzictwa, do istniejącej już Listy zaczęły dodawać imiona kolejnych władców, tworząc w rezultacie dokument stanowiący asyryjski odpowiednik Sumeryjskiej listy królów.

## Tłumaczenie
| Ustępy  | Tłumaczenie tekstu | Uwagi |
| ------- | --- | --- |
| I       | Tudija, Adamu, Jangi, Suhlamu, Harharu, Mandaru, Imsu/Ahhesu, Harsu, Didanu, Hanu, Zuabu/Summabu, Nuabu, Abazu, Belu, Azarah, Uszpia, Apiaszal | Ustępy I-II: Dotyczą one prawdopodobnie odległych, być może na wpół legendarnych przodków Szamszi-Adada I(1813–1781 p.n.e.). Większość spośród pierwszych dwunastu imion jest identycznych lub bardzo podobnych do imion amoryckich przodków władców z dynastii Hammurabiego, co może wskazywać na wspólne korzenie dynastii Hammurabiego i Szamszi-Adada I. Pięć ostatnich imion (od Abazu do Apiaszala) wydaje się należeć do oddzielnej, odmiennej tradycji. Być może chodzi tu o najwcześniejszych władców Aszur, których imiona dodano tu, by nadać Liście pozorów autentyczności. Jedynym z tej piątki, o którym wiemy coś więcej poza imieniem, jest Uszpia, który w inskrypcjach budowlanych późniejszych władców asyryjskich wymieniany jest jako pierwszy budowniczy świątyni boga Aszura w mieście Aszur. |
| II      | Razem: 17 królów, którzy mieszkali w namiotach | Ustępy I-II: Dotyczą one prawdopodobnie odległych, być może na wpół legendarnych przodków Szamszi-Adada I(1813–1781 p.n.e.). Większość spośród pierwszych dwunastu imion jest identycznych lub bardzo podobnych do imion amoryckich przodków władców z dynastii Hammurabiego, co może wskazywać na wspólne korzenie dynastii Hammurabiego i Szamszi-Adada I. Pięć ostatnich imion (od Abazu do Apiaszala) wydaje się należeć do oddzielnej, odmiennej tradycji. Być może chodzi tu o najwcześniejszych władców Aszur, których imiona dodano tu, by nadać Liście pozorów autentyczności. Jedynym z tej piątki, o którym wiemy coś więcej poza imieniem, jest Uszpia, który w inskrypcjach budowlanych późniejszych władców asyryjskich wymieniany jest jako pierwszy budowniczy świątyni boga Aszura w mieście Aszur. |
| III     | Aminu, syn Ila-kabkabi, Ila-kabkabi, syn Jazkur-Ela, Jazkur-El, syn Jakmeni, Jakmeni, syn Jakmesi, Jakmesi, syn Ilu-Mera, Ilu-Mer, syn Hajani, Hajani, syn Samani, Samani, syn Hale, Hale, syn Apiaszala, Apiaszal, syn Uszpi | Ustępy III-IV: Zawierają one listę bezpośrednich przodków Szamszi-Adada I. Ich imiona z nieznanych powodów występują w odwrotnej kolejności: od najpóźniejszego (Aminu) do najwcześniejszego (Apiaszala). Władców tych tak naprawdę jest tylko dziewięciu, gdyż Apiaszal, wymieniony jako pierwszy, jest jednocześnie ostatnim spośród „17 królów, którzy mieszkali w namiotach”. Nie należał on do bezpośrednich przodków Szamszi-Adada I (jego imię, w przeciwieństwie do pozostałych dziewięciu, nie jest zachodniosemickie), a umieszczony został na ich czele najprawdopodobniej po to, by połączyć ich z siedemnastoma władcami wspomnianymi wcześniej. Tym samym „rzeczywista” lista bezpośrednich przodków Szamszi-Adada I zaczyna się wraz z Hale, a kończy na Aminu. Spośród tej dziewiątki na szczególną uwagę zasługuje Ila-kabkabi, który, jak wynika z ustępu XII, był ojcem Szamszi-Adada I. To czyni Aminu, określanego „synem Ila-kabkabi”, bratem Szamszi-Adada I. Tenże sam Aminu – analogicznie jak w przypadku Apiaszala – wykorzystany został przez autora Listy do połączenia bezpośrednich przodków Szamszi-Adada I z „rdzennymi” władcami miasta-państwa Aszur, gdyż w ustępie V uczyniony został „ojcem” Sulili, władcy Aszur żyjącego niemal dwieście lat wcześniej. |
| IV      | Razem: 10 królów, którzy byli przodkami | Ustępy III-IV: Zawierają one listę bezpośrednich przodków Szamszi-Adada I. Ich imiona z nieznanych powodów występują w odwrotnej kolejności: od najpóźniejszego (Aminu) do najwcześniejszego (Apiaszala). Władców tych tak naprawdę jest tylko dziewięciu, gdyż Apiaszal, wymieniony jako pierwszy, jest jednocześnie ostatnim spośród „17 królów, którzy mieszkali w namiotach”. Nie należał on do bezpośrednich przodków Szamszi-Adada I (jego imię, w przeciwieństwie do pozostałych dziewięciu, nie jest zachodniosemickie), a umieszczony został na ich czele najprawdopodobniej po to, by połączyć ich z siedemnastoma władcami wspomnianymi wcześniej. Tym samym „rzeczywista” lista bezpośrednich przodków Szamszi-Adada I zaczyna się wraz z Hale, a kończy na Aminu. Spośród tej dziewiątki na szczególną uwagę zasługuje Ila-kabkabi, który, jak wynika z ustępu XII, był ojcem Szamszi-Adada I. To czyni Aminu, określanego „synem Ila-kabkabi”, bratem Szamszi-Adada I. Tenże sam Aminu – analogicznie jak w przypadku Apiaszala – wykorzystany został przez autora Listy do połączenia bezpośrednich przodków Szamszi-Adada I z „rdzennymi” władcami miasta-państwa Aszur, gdyż w ustępie V uczyniony został „ojcem” Sulili, władcy Aszur żyjącego niemal dwieście lat wcześniej. |
| V       | Sulili/Sule, syn Aminu, Kikkia, Akia, Puzur-Aszur (I), Szalim-ahum, Ilu-szuma. Razem: 6 królów, [których imiona zostały zapisane (?)] na cegłach,(ale) których limmu nie są znani (?) | Ustępy V-VIII: Lista wczesnych, słabo znanych władców miasta-państwa Aszur, panujących w 1 połowie II tys. p.n.e. Władcy od Sulili do Puzur-Aszura I są bardzo słabo znani. Następcy Puzur-Aszura I znani są z własnych inskrypcji odkrytych w Aszur. Według tychże inskrypcji wszyscy oni należeli do jednej dynastii założonej przez Puzur-Aszura I. |
| VI      | Eriszum (I), syn Iluszumy, którego [...], panował 40 lat | Ustępy V-VIII: Lista wczesnych, słabo znanych władców miasta-państwa Aszur, panujących w 1 połowie II tys. p.n.e. Władcy od Sulili do Puzur-Aszura I są bardzo słabo znani. Następcy Puzur-Aszura I znani są z własnych inskrypcji odkrytych w Aszur. Według tychże inskrypcji wszyscy oni należeli do jednej dynastii założonej przez Puzur-Aszura I. |
| VII     | Ikunum, syn Eriszuma (I), panował [... lat] | Ustępy V-VIII: Lista wczesnych, słabo znanych władców miasta-państwa Aszur, panujących w 1 połowie II tys. p.n.e. Władcy od Sulili do Puzur-Aszura I są bardzo słabo znani. Następcy Puzur-Aszura I znani są z własnych inskrypcji odkrytych w Aszur. Według tychże inskrypcji wszyscy oni należeli do jednej dynastii założonej przez Puzur-Aszura I. |
| VIII    | Sargon (I), syn Ikunuma, panował [... lat] | Ustępy V-VIII: Lista wczesnych, słabo znanych władców miasta-państwa Aszur, panujących w 1 połowie II tys. p.n.e. Władcy od Sulili do Puzur-Aszura I są bardzo słabo znani. Następcy Puzur-Aszura I znani są z własnych inskrypcji odkrytych w Aszur. Według tychże inskrypcji wszyscy oni należeli do jednej dynastii założonej przez Puzur-Aszura I. |
| IX      | Puzur-Aszur (II), syn Sargona (I), panował [...] lat | Ustępy IX-XI: Trzej ostatni władcy należący do dynastii Puzur-Aszura I. |
| X       | Naram-Sin, syn Puzur-Aszura (II), panował [...] lat | Ustępy IX-XI: Trzej ostatni władcy należący do dynastii Puzur-Aszura I. |
| XI      | Eriszum (II), syn Naram-Sina, panował [...] lat | Ustępy IX-XI: Trzej ostatni władcy należący do dynastii Puzur-Aszura I. |
| XII     | Szamszi-Adad (I), syn Ila-kabkabi, pomaszerował do Karduniasz (Babilonu) [w cza]sie, gdy Naram-Sin (był królem Asyrii). Gdy Ibni-Adad pełnił urząd limmu Szamszi-Adad (I) [pomaszerował] z Karduniasz i zajął [miasto Ekallatum]. Przez 3 lata pozostawał w Ekallatum. Gdy Atamar-Isztar pełnił urząd limmu, Szamszi-Adad (I) przyszedł [z Ekallatum] (do Aszur) i usunął z tronu Eriszuma (II), syna Naram-Sina. (Sam) zasiadł na tronie i panował przez 33 lata | Ustępy XII-XIII: Dotyczą one panowania Szamszi-Adada I (1814–1782 p.n.e.), amoryckiego uzurpatora na tronie miasta-państwa Aszur, oraz jego syna Iszme-Dagana I (1781-1740?). To właśnie za czasów tego pierwszego powstał najprawdopodobniej zalążek Listy i włączone zostały do niego imiona jego przodków (ustępy I-IV). Szamszi-Adad I był twórcą potęgi państwa staroasyryjskiego, które rozpadło się jednak szybko już za czasów panowania jego syna. |
| XIII    | Iszme-Dagan (I), syn Szamszi-Adada (I), panował przez 40 lat | Ustępy XII-XIII: Dotyczą one panowania Szamszi-Adada I (1814–1782 p.n.e.), amoryckiego uzurpatora na tronie miasta-państwa Aszur, oraz jego syna Iszme-Dagana I (1781-1740?). To właśnie za czasów tego pierwszego powstał najprawdopodobniej zalążek Listy i włączone zostały do niego imiona jego przodków (ustępy I-IV). Szamszi-Adad I był twórcą potęgi państwa staroasyryjskiego, które rozpadło się jednak szybko już za czasów panowania jego syna. |
| XIV     | Aszur-dugul, syn nikogo, bez prawa do tronu, panował 6 lat | Ustępy XIV-XV: Dotyczą one siedmiu władców-uzurpatorów („synów nikogo”), którzy panować mieli w bardzo słabo poznanym okresie (ok. 1750–1700 p.n.e.), który nastąpił po rozpadzie państwa stworzonego przez Szamszi-Adada I. Od ostatniego z nich, Adasiego, wielu późniejszych władców asyryjskich wywodziło swoją linię genealogiczną. Inne źródła asyryjskie (fragment alternatywnej Asyryjskiej listy królów i inskrypcja Puzur-Sina) wymieniają imiona innych władców z tego okresu (Mut-Aszkur, Remu(...), Asinum, Puzur-Sin), ale ich kolejność i związek z siedmioma władcami-uzurpatorami pozostają nieznane. |
| XV      | Za czasów Aszur-dugula, syna nikogo, Aszur-apla-idi, Nasir-Sin, Sin-namir, Ipqi-Isztar, Adad-salulu (i) Adasi, sześciu królów, synów nikogo, panowało na początku jego krótkich rządów | Ustępy XIV-XV: Dotyczą one siedmiu władców-uzurpatorów („synów nikogo”), którzy panować mieli w bardzo słabo poznanym okresie (ok. 1750–1700 p.n.e.), który nastąpił po rozpadzie państwa stworzonego przez Szamszi-Adada I. Od ostatniego z nich, Adasiego, wielu późniejszych władców asyryjskich wywodziło swoją linię genealogiczną. Inne źródła asyryjskie (fragment alternatywnej Asyryjskiej listy królów i inskrypcja Puzur-Sina) wymieniają imiona innych władców z tego okresu (Mut-Aszkur, Remu(...), Asinum, Puzur-Sin), ale ich kolejność i związek z siedmioma władcami-uzurpatorami pozostają nieznane. |
| XVI     | Bel-bani, syn Adasiego, panował 10 lat | Ustępy XVI-XL: Dotyczą one władców panujących w okresie ok. 1700–1350 p.n.e. O władcach tych wiadomo z reguły bardzo niewiele. Niektórzy z nich znani są z własnych inskrypcji. Od połowy XV w. p.n.e. Asyria staje się wasalem państwa Mitanni. |
| XVII    | Libaja, syn Bel-bani, panował 17 lat | Ustępy XVI-XL: Dotyczą one władców panujących w okresie ok. 1700–1350 p.n.e. O władcach tych wiadomo z reguły bardzo niewiele. Niektórzy z nich znani są z własnych inskrypcji. Od połowy XV w. p.n.e. Asyria staje się wasalem państwa Mitanni. |
| XVIII   | Szarma-Adad (I), syn Libaji, panował 12 lat | Ustępy XVI-XL: Dotyczą one władców panujących w okresie ok. 1700–1350 p.n.e. O władcach tych wiadomo z reguły bardzo niewiele. Niektórzy z nich znani są z własnych inskrypcji. Od połowy XV w. p.n.e. Asyria staje się wasalem państwa Mitanni. |
| XIX     | Iptar-Sin, syn Szarma-Adada (I), panował 12 lat | Ustępy XVI-XL: Dotyczą one władców panujących w okresie ok. 1700–1350 p.n.e. O władcach tych wiadomo z reguły bardzo niewiele. Niektórzy z nich znani są z własnych inskrypcji. Od połowy XV w. p.n.e. Asyria staje się wasalem państwa Mitanni. |
| XX      | Bazaja, syn Bel-bani, panował 28 lat | Ustępy XVI-XL: Dotyczą one władców panujących w okresie ok. 1700–1350 p.n.e. O władcach tych wiadomo z reguły bardzo niewiele. Niektórzy z nich znani są z własnych inskrypcji. Od połowy XV w. p.n.e. Asyria staje się wasalem państwa Mitanni. |
| XXI     | Lullaja, syn nikogo, panował 6 lat | Ustępy XVI-XL: Dotyczą one władców panujących w okresie ok. 1700–1350 p.n.e. O władcach tych wiadomo z reguły bardzo niewiele. Niektórzy z nich znani są z własnych inskrypcji. Od połowy XV w. p.n.e. Asyria staje się wasalem państwa Mitanni. |
| XXII    | Szu-Ninua, syn Bazaji, panował 14 lat | Ustępy XVI-XL: Dotyczą one władców panujących w okresie ok. 1700–1350 p.n.e. O władcach tych wiadomo z reguły bardzo niewiele. Niektórzy z nich znani są z własnych inskrypcji. Od połowy XV w. p.n.e. Asyria staje się wasalem państwa Mitanni. |
| XXIII   | Szarma-Adad (II), syn Szu-Ninuy, panował 3 lata | Ustępy XVI-XL: Dotyczą one władców panujących w okresie ok. 1700–1350 p.n.e. O władcach tych wiadomo z reguły bardzo niewiele. Niektórzy z nich znani są z własnych inskrypcji. Od połowy XV w. p.n.e. Asyria staje się wasalem państwa Mitanni. |
| XXIV    | Eriszum (III), syn Szu-Ninuy, panował 13 lat | Ustępy XVI-XL: Dotyczą one władców panujących w okresie ok. 1700–1350 p.n.e. O władcach tych wiadomo z reguły bardzo niewiele. Niektórzy z nich znani są z własnych inskrypcji. Od połowy XV w. p.n.e. Asyria staje się wasalem państwa Mitanni. |
| XXV     | Szamszi-Adad (II), syn Eriszuma (III), panował 6 lat | Ustępy XVI-XL: Dotyczą one władców panujących w okresie ok. 1700–1350 p.n.e. O władcach tych wiadomo z reguły bardzo niewiele. Niektórzy z nich znani są z własnych inskrypcji. Od połowy XV w. p.n.e. Asyria staje się wasalem państwa Mitanni. |
| XXVI    | Iszme-Dagan (II), syn Szamszi-Adada (II), panował 16 lat | Ustępy XVI-XL: Dotyczą one władców panujących w okresie ok. 1700–1350 p.n.e. O władcach tych wiadomo z reguły bardzo niewiele. Niektórzy z nich znani są z własnych inskrypcji. Od połowy XV w. p.n.e. Asyria staje się wasalem państwa Mitanni. |
| XXVII   | Szamszi-Adad III, syn (innego) Iszme-Dagana, brata Szarma-Adada (II), syna Szu-Ninuy, [panował] 16 lat | Ustępy XVI-XL: Dotyczą one władców panujących w okresie ok. 1700–1350 p.n.e. O władcach tych wiadomo z reguły bardzo niewiele. Niektórzy z nich znani są z własnych inskrypcji. Od połowy XV w. p.n.e. Asyria staje się wasalem państwa Mitanni. |
| XXVIII  | Aszur-nirari (I), syn Iszme-Dagana (II?), [panował] 26 lat | Ustępy XVI-XL: Dotyczą one władców panujących w okresie ok. 1700–1350 p.n.e. O władcach tych wiadomo z reguły bardzo niewiele. Niektórzy z nich znani są z własnych inskrypcji. Od połowy XV w. p.n.e. Asyria staje się wasalem państwa Mitanni. |
| XXIX    | Puzur-Aszur (III), syn Aszur-nirari (I), panował 14 lat/24 lata | Ustępy XVI-XL: Dotyczą one władców panujących w okresie ok. 1700–1350 p.n.e. O władcach tych wiadomo z reguły bardzo niewiele. Niektórzy z nich znani są z własnych inskrypcji. Od połowy XV w. p.n.e. Asyria staje się wasalem państwa Mitanni. |
| XXX     | Enlil-nasir (I), syn Puzur-Aszura (III), panował 13 lat | Ustępy XVI-XL: Dotyczą one władców panujących w okresie ok. 1700–1350 p.n.e. O władcach tych wiadomo z reguły bardzo niewiele. Niektórzy z nich znani są z własnych inskrypcji. Od połowy XV w. p.n.e. Asyria staje się wasalem państwa Mitanni. |
| XXXI    | Nur-ili, syn Enlil-nasira (I), panował 12 lat | Ustępy XVI-XL: Dotyczą one władców panujących w okresie ok. 1700–1350 p.n.e. O władcach tych wiadomo z reguły bardzo niewiele. Niektórzy z nich znani są z własnych inskrypcji. Od połowy XV w. p.n.e. Asyria staje się wasalem państwa Mitanni. |
| XXXII   | Aszur-szaduni, syn [Nur-ili], panował 1 miesiąc | Ustępy XVI-XL: Dotyczą one władców panujących w okresie ok. 1700–1350 p.n.e. O władcach tych wiadomo z reguły bardzo niewiele. Niektórzy z nich znani są z własnych inskrypcji. Od połowy XV w. p.n.e. Asyria staje się wasalem państwa Mitanni. |
| XXXIII  | Aszur-rabi (I), syn Enlil-nasira (I), usunął [Aszur-szaduni z tronu (?)]. Sam zajął tron [i panował ... lat] | Ustępy XVI-XL: Dotyczą one władców panujących w okresie ok. 1700–1350 p.n.e. O władcach tych wiadomo z reguły bardzo niewiele. Niektórzy z nich znani są z własnych inskrypcji. Od połowy XV w. p.n.e. Asyria staje się wasalem państwa Mitanni. |
| XXXIV   | Aszur-nadin-ahhe (I), syn Aszur-rabi (I), [panował ... lat] | Ustępy XVI-XL: Dotyczą one władców panujących w okresie ok. 1700–1350 p.n.e. O władcach tych wiadomo z reguły bardzo niewiele. Niektórzy z nich znani są z własnych inskrypcji. Od połowy XV w. p.n.e. Asyria staje się wasalem państwa Mitanni. |
| XXXV    | Enlil-nasir (II) [usunął] swego brata z tronu [i pano]wał 6 lat | Ustępy XVI-XL: Dotyczą one władców panujących w okresie ok. 1700–1350 p.n.e. O władcach tych wiadomo z reguły bardzo niewiele. Niektórzy z nich znani są z własnych inskrypcji. Od połowy XV w. p.n.e. Asyria staje się wasalem państwa Mitanni. |
| XXXVI   | Aszur-nirari (II), syn Enlil-nasira (II), panował 7 lat | Ustępy XVI-XL: Dotyczą one władców panujących w okresie ok. 1700–1350 p.n.e. O władcach tych wiadomo z reguły bardzo niewiele. Niektórzy z nich znani są z własnych inskrypcji. Od połowy XV w. p.n.e. Asyria staje się wasalem państwa Mitanni. |
| XXXVII  | Aszur-bel-niszeszu, syn Aszur-nirari (II), panował 9 lat | Ustępy XVI-XL: Dotyczą one władców panujących w okresie ok. 1700–1350 p.n.e. O władcach tych wiadomo z reguły bardzo niewiele. Niektórzy z nich znani są z własnych inskrypcji. Od połowy XV w. p.n.e. Asyria staje się wasalem państwa Mitanni. |
| XXXVIII | Aszur-rem-niszeszu, syn Aszur-bel-niszeszu, panował 8 lat | Ustępy XVI-XL: Dotyczą one władców panujących w okresie ok. 1700–1350 p.n.e. O władcach tych wiadomo z reguły bardzo niewiele. Niektórzy z nich znani są z własnych inskrypcji. Od połowy XV w. p.n.e. Asyria staje się wasalem państwa Mitanni. |
| XXXIX   | Aszur-nadin-ahhe (II), [syn] Aszur-rem-niszeszu, [panował] 10 lat | Ustępy XVI-XL: Dotyczą one władców panujących w okresie ok. 1700–1350 p.n.e. O władcach tych wiadomo z reguły bardzo niewiele. Niektórzy z nich znani są z własnych inskrypcji. Od połowy XV w. p.n.e. Asyria staje się wasalem państwa Mitanni. |
| XL      | Eriba-Adad (I), syn Aszur-rem-niszeszu, [panował] 27 lat | Ustępy XVI-XL: Dotyczą one władców panujących w okresie ok. 1700–1350 p.n.e. O władcach tych wiadomo z reguły bardzo niewiele. Niektórzy z nich znani są z własnych inskrypcji. Od połowy XV w. p.n.e. Asyria staje się wasalem państwa Mitanni. |
| XLI     | Aszur-uballit (I), syn Eriba-Adada (I), panował 36 lat | Ustępy XLI-LXV: Dotyczą władców panujących w okresie średnioasyryjskim (ok. 1363–935 p.n.e.). Za czasów Aszur-uballita I (ok. 1363–1328 p.n.e.) Asyria pojawia się ponownie na arenie międzynarodowej. Państwo średnioasyryjskie apogeum swego rozwoju przeżywa w XIII w. p.n.e. za panowania Adad-nirari I (ok. 1305–1274 p.n.e.), Salmanasara I (1273–1244 p.n.e.) i Tukulti-Ninurty I (1243–1207 p.n.e.). |
| XLII    | Enlil-narari, syn Aszur-uballita (I), panował 10 lat | Ustępy XLI-LXV: Dotyczą władców panujących w okresie średnioasyryjskim (ok. 1363–935 p.n.e.). Za czasów Aszur-uballita I (ok. 1363–1328 p.n.e.) Asyria pojawia się ponownie na arenie międzynarodowej. Państwo średnioasyryjskie apogeum swego rozwoju przeżywa w XIII w. p.n.e. za panowania Adad-nirari I (ok. 1305–1274 p.n.e.), Salmanasara I (1273–1244 p.n.e.) i Tukulti-Ninurty I (1243–1207 p.n.e.). |
| XLIII   | Arik-den-ili, syn Enlil-narari, panował 12 lat | Ustępy XLI-LXV: Dotyczą władców panujących w okresie średnioasyryjskim (ok. 1363–935 p.n.e.). Za czasów Aszur-uballita I (ok. 1363–1328 p.n.e.) Asyria pojawia się ponownie na arenie międzynarodowej. Państwo średnioasyryjskie apogeum swego rozwoju przeżywa w XIII w. p.n.e. za panowania Adad-nirari I (ok. 1305–1274 p.n.e.), Salmanasara I (1273–1244 p.n.e.) i Tukulti-Ninurty I (1243–1207 p.n.e.). |
| XLIV    | Adad-nirari (I), brat/syn Arik-den-ili, panował 32 lata | Ustępy XLI-LXV: Dotyczą władców panujących w okresie średnioasyryjskim (ok. 1363–935 p.n.e.). Za czasów Aszur-uballita I (ok. 1363–1328 p.n.e.) Asyria pojawia się ponownie na arenie międzynarodowej. Państwo średnioasyryjskie apogeum swego rozwoju przeżywa w XIII w. p.n.e. za panowania Adad-nirari I (ok. 1305–1274 p.n.e.), Salmanasara I (1273–1244 p.n.e.) i Tukulti-Ninurty I (1243–1207 p.n.e.). |
| XLV     | Salmanasar (I), syn Adad-nirari (I), panował 30 lat | Ustępy XLI-LXV: Dotyczą władców panujących w okresie średnioasyryjskim (ok. 1363–935 p.n.e.). Za czasów Aszur-uballita I (ok. 1363–1328 p.n.e.) Asyria pojawia się ponownie na arenie międzynarodowej. Państwo średnioasyryjskie apogeum swego rozwoju przeżywa w XIII w. p.n.e. za panowania Adad-nirari I (ok. 1305–1274 p.n.e.), Salmanasara I (1273–1244 p.n.e.) i Tukulti-Ninurty I (1243–1207 p.n.e.). |
| XLVI    | Tukulti-Ninurta (I), syn Salmanasara (I), panował 37 lat | Ustępy XLI-LXV: Dotyczą władców panujących w okresie średnioasyryjskim (ok. 1363–935 p.n.e.). Za czasów Aszur-uballita I (ok. 1363–1328 p.n.e.) Asyria pojawia się ponownie na arenie międzynarodowej. Państwo średnioasyryjskie apogeum swego rozwoju przeżywa w XIII w. p.n.e. za panowania Adad-nirari I (ok. 1305–1274 p.n.e.), Salmanasara I (1273–1244 p.n.e.) i Tukulti-Ninurty I (1243–1207 p.n.e.). |
| XLVII   | Za życia Tukulti-Ninurty (I) Aszur-nadin-apli, jego syn, przejął tron (i) panował 3 lata/4 lata | Ustępy XLI-LXV: Dotyczą władców panujących w okresie średnioasyryjskim (ok. 1363–935 p.n.e.). Za czasów Aszur-uballita I (ok. 1363–1328 p.n.e.) Asyria pojawia się ponownie na arenie międzynarodowej. Państwo średnioasyryjskie apogeum swego rozwoju przeżywa w XIII w. p.n.e. za panowania Adad-nirari I (ok. 1305–1274 p.n.e.), Salmanasara I (1273–1244 p.n.e.) i Tukulti-Ninurty I (1243–1207 p.n.e.). |
| XLVIII  | Aszur-nirari (III), syn Aszurnasirpala/Aszur-nadin-apli, panował 6 lat | Ustępy XLI-LXV: Dotyczą władców panujących w okresie średnioasyryjskim (ok. 1363–935 p.n.e.). Za czasów Aszur-uballita I (ok. 1363–1328 p.n.e.) Asyria pojawia się ponownie na arenie międzynarodowej. Państwo średnioasyryjskie apogeum swego rozwoju przeżywa w XIII w. p.n.e. za panowania Adad-nirari I (ok. 1305–1274 p.n.e.), Salmanasara I (1273–1244 p.n.e.) i Tukulti-Ninurty I (1243–1207 p.n.e.). |
| XLIX    | Enlil-kudurri-usur, syn Tukulti-Ninurty (I), panował przez 5 lat | Ustępy XLI-LXV: Dotyczą władców panujących w okresie średnioasyryjskim (ok. 1363–935 p.n.e.). Za czasów Aszur-uballita I (ok. 1363–1328 p.n.e.) Asyria pojawia się ponownie na arenie międzynarodowej. Państwo średnioasyryjskie apogeum swego rozwoju przeżywa w XIII w. p.n.e. za panowania Adad-nirari I (ok. 1305–1274 p.n.e.), Salmanasara I (1273–1244 p.n.e.) i Tukulti-Ninurty I (1243–1207 p.n.e.). |
| L       | Ninurta-apil-Ekur, syn Ili-haddy, potomek Eriba-Adada (I), pomaszerował do Karduniasz (Babilonu). Wyruszył z Karduniasz, przejął tron i panował 3 lata/13 lat | Ustępy XLI-LXV: Dotyczą władców panujących w okresie średnioasyryjskim (ok. 1363–935 p.n.e.). Za czasów Aszur-uballita I (ok. 1363–1328 p.n.e.) Asyria pojawia się ponownie na arenie międzynarodowej. Państwo średnioasyryjskie apogeum swego rozwoju przeżywa w XIII w. p.n.e. za panowania Adad-nirari I (ok. 1305–1274 p.n.e.), Salmanasara I (1273–1244 p.n.e.) i Tukulti-Ninurty I (1243–1207 p.n.e.). |
| LI      | Aszur-dan (I), syn Ninurty-apil-Ekura, panował 46 lat | Ustępy XLI-LXV: Dotyczą władców panujących w okresie średnioasyryjskim (ok. 1363–935 p.n.e.). Za czasów Aszur-uballita I (ok. 1363–1328 p.n.e.) Asyria pojawia się ponownie na arenie międzynarodowej. Państwo średnioasyryjskie apogeum swego rozwoju przeżywa w XIII w. p.n.e. za panowania Adad-nirari I (ok. 1305–1274 p.n.e.), Salmanasara I (1273–1244 p.n.e.) i Tukulti-Ninurty I (1243–1207 p.n.e.). |
| LII     | Ninurta-tukulti-Aszur, syn Aszur-dana (I), panował przez krótki okres | Ustępy XLI-LXV: Dotyczą władców panujących w okresie średnioasyryjskim (ok. 1363–935 p.n.e.). Za czasów Aszur-uballita I (ok. 1363–1328 p.n.e.) Asyria pojawia się ponownie na arenie międzynarodowej. Państwo średnioasyryjskie apogeum swego rozwoju przeżywa w XIII w. p.n.e. za panowania Adad-nirari I (ok. 1305–1274 p.n.e.), Salmanasara I (1273–1244 p.n.e.) i Tukulti-Ninurty I (1243–1207 p.n.e.). |
| LIII    | Mutakkil-Nusku, jego brat, walczył z nim. Wygnał go do Karduniasz. Mutakkil-Nusku zasiadał na tronie przez krótki okres, po czym zmarł | Ustępy XLI-LXV: Dotyczą władców panujących w okresie średnioasyryjskim (ok. 1363–935 p.n.e.). Za czasów Aszur-uballita I (ok. 1363–1328 p.n.e.) Asyria pojawia się ponownie na arenie międzynarodowej. Państwo średnioasyryjskie apogeum swego rozwoju przeżywa w XIII w. p.n.e. za panowania Adad-nirari I (ok. 1305–1274 p.n.e.), Salmanasara I (1273–1244 p.n.e.) i Tukulti-Ninurty I (1243–1207 p.n.e.). |
| LIV     | Aszur-resza-iszi (I), syn Mutakkil-Nusku, panował 18 lat | Ustępy XLI-LXV: Dotyczą władców panujących w okresie średnioasyryjskim (ok. 1363–935 p.n.e.). Za czasów Aszur-uballita I (ok. 1363–1328 p.n.e.) Asyria pojawia się ponownie na arenie międzynarodowej. Państwo średnioasyryjskie apogeum swego rozwoju przeżywa w XIII w. p.n.e. za panowania Adad-nirari I (ok. 1305–1274 p.n.e.), Salmanasara I (1273–1244 p.n.e.) i Tukulti-Ninurty I (1243–1207 p.n.e.). |
| LV      | Tiglat-Pileser (I), syn Aszur-resza-iszi (I), panował 39 lat | Ustępy XLI-LXV: Dotyczą władców panujących w okresie średnioasyryjskim (ok. 1363–935 p.n.e.). Za czasów Aszur-uballita I (ok. 1363–1328 p.n.e.) Asyria pojawia się ponownie na arenie międzynarodowej. Państwo średnioasyryjskie apogeum swego rozwoju przeżywa w XIII w. p.n.e. za panowania Adad-nirari I (ok. 1305–1274 p.n.e.), Salmanasara I (1273–1244 p.n.e.) i Tukulti-Ninurty I (1243–1207 p.n.e.). |
| LVI     | Aszared-apil-Ekur, syn Tiglat-Pilesera (I), panował 2 lata | Ustępy XLI-LXV: Dotyczą władców panujących w okresie średnioasyryjskim (ok. 1363–935 p.n.e.). Za czasów Aszur-uballita I (ok. 1363–1328 p.n.e.) Asyria pojawia się ponownie na arenie międzynarodowej. Państwo średnioasyryjskie apogeum swego rozwoju przeżywa w XIII w. p.n.e. za panowania Adad-nirari I (ok. 1305–1274 p.n.e.), Salmanasara I (1273–1244 p.n.e.) i Tukulti-Ninurty I (1243–1207 p.n.e.). |
| LVII    | Aszur-bel-kala, syn Tiglat-Pilesera (I), panował 18 lat | Ustępy XLI-LXV: Dotyczą władców panujących w okresie średnioasyryjskim (ok. 1363–935 p.n.e.). Za czasów Aszur-uballita I (ok. 1363–1328 p.n.e.) Asyria pojawia się ponownie na arenie międzynarodowej. Państwo średnioasyryjskie apogeum swego rozwoju przeżywa w XIII w. p.n.e. za panowania Adad-nirari I (ok. 1305–1274 p.n.e.), Salmanasara I (1273–1244 p.n.e.) i Tukulti-Ninurty I (1243–1207 p.n.e.). |
| LVIII   | Eriba-Adad (II), syn Aszur-bel-kala, panował 2 lata | Ustępy XLI-LXV: Dotyczą władców panujących w okresie średnioasyryjskim (ok. 1363–935 p.n.e.). Za czasów Aszur-uballita I (ok. 1363–1328 p.n.e.) Asyria pojawia się ponownie na arenie międzynarodowej. Państwo średnioasyryjskie apogeum swego rozwoju przeżywa w XIII w. p.n.e. za panowania Adad-nirari I (ok. 1305–1274 p.n.e.), Salmanasara I (1273–1244 p.n.e.) i Tukulti-Ninurty I (1243–1207 p.n.e.). |
| LIX     | Szamszi-Adad (IV), syn Tiglat-Pilesera (I), wyruszył [z Karduni]asz i usunął z tronu Eriba-Adada (II), [syna Aszur-bel-kal]a. Zasiadł [na tronie i] panował 4 lata | Ustępy XLI-LXV: Dotyczą władców panujących w okresie średnioasyryjskim (ok. 1363–935 p.n.e.). Za czasów Aszur-uballita I (ok. 1363–1328 p.n.e.) Asyria pojawia się ponownie na arenie międzynarodowej. Państwo średnioasyryjskie apogeum swego rozwoju przeżywa w XIII w. p.n.e. za panowania Adad-nirari I (ok. 1305–1274 p.n.e.), Salmanasara I (1273–1244 p.n.e.) i Tukulti-Ninurty I (1243–1207 p.n.e.). |
| LX      | Aszurnasirpal (I), syn Szamszi-Adada (IV), panował 19 lat | Ustępy XLI-LXV: Dotyczą władców panujących w okresie średnioasyryjskim (ok. 1363–935 p.n.e.). Za czasów Aszur-uballita I (ok. 1363–1328 p.n.e.) Asyria pojawia się ponownie na arenie międzynarodowej. Państwo średnioasyryjskie apogeum swego rozwoju przeżywa w XIII w. p.n.e. za panowania Adad-nirari I (ok. 1305–1274 p.n.e.), Salmanasara I (1273–1244 p.n.e.) i Tukulti-Ninurty I (1243–1207 p.n.e.). |
| LXI     | Salmanasar (II), syn Aszurnasirpala (I), panował [...] lata | Ustępy XLI-LXV: Dotyczą władców panujących w okresie średnioasyryjskim (ok. 1363–935 p.n.e.). Za czasów Aszur-uballita I (ok. 1363–1328 p.n.e.) Asyria pojawia się ponownie na arenie międzynarodowej. Państwo średnioasyryjskie apogeum swego rozwoju przeżywa w XIII w. p.n.e. za panowania Adad-nirari I (ok. 1305–1274 p.n.e.), Salmanasara I (1273–1244 p.n.e.) i Tukulti-Ninurty I (1243–1207 p.n.e.). |
| LXII    | Aszur-nirari (IV), syn Salmanasara (II), panował 6 lat | Ustępy XLI-LXV: Dotyczą władców panujących w okresie średnioasyryjskim (ok. 1363–935 p.n.e.). Za czasów Aszur-uballita I (ok. 1363–1328 p.n.e.) Asyria pojawia się ponownie na arenie międzynarodowej. Państwo średnioasyryjskie apogeum swego rozwoju przeżywa w XIII w. p.n.e. za panowania Adad-nirari I (ok. 1305–1274 p.n.e.), Salmanasara I (1273–1244 p.n.e.) i Tukulti-Ninurty I (1243–1207 p.n.e.). |
| LXIII   | Aszur-rabi (II), syn Aszurnasirpala (I), panował 41 lat | Ustępy XLI-LXV: Dotyczą władców panujących w okresie średnioasyryjskim (ok. 1363–935 p.n.e.). Za czasów Aszur-uballita I (ok. 1363–1328 p.n.e.) Asyria pojawia się ponownie na arenie międzynarodowej. Państwo średnioasyryjskie apogeum swego rozwoju przeżywa w XIII w. p.n.e. za panowania Adad-nirari I (ok. 1305–1274 p.n.e.), Salmanasara I (1273–1244 p.n.e.) i Tukulti-Ninurty I (1243–1207 p.n.e.). |
| LXIV    | Aszur-resza-iszi (II), syn Aszur-rabi (II), panował 5 lat | Ustępy XLI-LXV: Dotyczą władców panujących w okresie średnioasyryjskim (ok. 1363–935 p.n.e.). Za czasów Aszur-uballita I (ok. 1363–1328 p.n.e.) Asyria pojawia się ponownie na arenie międzynarodowej. Państwo średnioasyryjskie apogeum swego rozwoju przeżywa w XIII w. p.n.e. za panowania Adad-nirari I (ok. 1305–1274 p.n.e.), Salmanasara I (1273–1244 p.n.e.) i Tukulti-Ninurty I (1243–1207 p.n.e.). |
| LXV     | Tiglat-Pileser (II), syn Aszur-resza-iszi (II), panował 32 lata | Ustępy XLI-LXV: Dotyczą władców panujących w okresie średnioasyryjskim (ok. 1363–935 p.n.e.). Za czasów Aszur-uballita I (ok. 1363–1328 p.n.e.) Asyria pojawia się ponownie na arenie międzynarodowej. Państwo średnioasyryjskie apogeum swego rozwoju przeżywa w XIII w. p.n.e. za panowania Adad-nirari I (ok. 1305–1274 p.n.e.), Salmanasara I (1273–1244 p.n.e.) i Tukulti-Ninurty I (1243–1207 p.n.e.). |
| LXVI    | Aszur-dan (II), syn Tiglat-Pilesera (II), panował [23] lata | Ustępy LXVI-LXXVII: Lista władców okresu nowoasyryjskiego, zaczynająca się od Aszur-dana II (934–912 p.n.e.), a kończąca się na Salmanasarze V (725–722 p.n.e.). Żadna z zachowanych kopii Listy nie zawiera imion władców z asyryjskiej dynastii Sargonidów. |
| LXVII   | Adad-nirari (II), syn Aszur-dana (II), panował 21 lat | Ustępy LXVI-LXXVII: Lista władców okresu nowoasyryjskiego, zaczynająca się od Aszur-dana II (934–912 p.n.e.), a kończąca się na Salmanasarze V (725–722 p.n.e.). Żadna z zachowanych kopii Listy nie zawiera imion władców z asyryjskiej dynastii Sargonidów. |
| LXVIII  | Tukulti-Ninurta (II), syn Adad-nirari (II), panował 7 lat | Ustępy LXVI-LXXVII: Lista władców okresu nowoasyryjskiego, zaczynająca się od Aszur-dana II (934–912 p.n.e.), a kończąca się na Salmanasarze V (725–722 p.n.e.). Żadna z zachowanych kopii Listy nie zawiera imion władców z asyryjskiej dynastii Sargonidów. |
| LXIX    | Aszurnasirpal (II), syn Tukulti-Ninurty (II), panował 25 lat | Ustępy LXVI-LXXVII: Lista władców okresu nowoasyryjskiego, zaczynająca się od Aszur-dana II (934–912 p.n.e.), a kończąca się na Salmanasarze V (725–722 p.n.e.). Żadna z zachowanych kopii Listy nie zawiera imion władców z asyryjskiej dynastii Sargonidów. |
| LXX     | Salmanasar (III), syn Aszurnasirpala (II), panował 35 lat | Ustępy LXVI-LXXVII: Lista władców okresu nowoasyryjskiego, zaczynająca się od Aszur-dana II (934–912 p.n.e.), a kończąca się na Salmanasarze V (725–722 p.n.e.). Żadna z zachowanych kopii Listy nie zawiera imion władców z asyryjskiej dynastii Sargonidów. |
| LXXI    | Szamszi-Adad (V), syn Salmanasara (III), panował 13 lat | Ustępy LXVI-LXXVII: Lista władców okresu nowoasyryjskiego, zaczynająca się od Aszur-dana II (934–912 p.n.e.), a kończąca się na Salmanasarze V (725–722 p.n.e.). Żadna z zachowanych kopii Listy nie zawiera imion władców z asyryjskiej dynastii Sargonidów. |
| LXXII   | Adad-nirari (III), syn Szamszi-Adada (V), panował 28 lat | Ustępy LXVI-LXXVII: Lista władców okresu nowoasyryjskiego, zaczynająca się od Aszur-dana II (934–912 p.n.e.), a kończąca się na Salmanasarze V (725–722 p.n.e.). Żadna z zachowanych kopii Listy nie zawiera imion władców z asyryjskiej dynastii Sargonidów. |
| LXXIII  | Salmanasar (IV), syn Adad-nirari III, panował 10 lat | Ustępy LXVI-LXXVII: Lista władców okresu nowoasyryjskiego, zaczynająca się od Aszur-dana II (934–912 p.n.e.), a kończąca się na Salmanasarze V (725–722 p.n.e.). Żadna z zachowanych kopii Listy nie zawiera imion władców z asyryjskiej dynastii Sargonidów. |
| LXXIV   | Aszur-dan (III), brat Salmanasara (IV), panował 18 lat | Ustępy LXVI-LXXVII: Lista władców okresu nowoasyryjskiego, zaczynająca się od Aszur-dana II (934–912 p.n.e.), a kończąca się na Salmanasarze V (725–722 p.n.e.). Żadna z zachowanych kopii Listy nie zawiera imion władców z asyryjskiej dynastii Sargonidów. |
| LXXV    | Aszur-nirari (V), syn Adad-nirari (III), panował 10 lat | Ustępy LXVI-LXXVII: Lista władców okresu nowoasyryjskiego, zaczynająca się od Aszur-dana II (934–912 p.n.e.), a kończąca się na Salmanasarze V (725–722 p.n.e.). Żadna z zachowanych kopii Listy nie zawiera imion władców z asyryjskiej dynastii Sargonidów. |
| LXXVI   | Tiglat-Pileser (III), syn Aszur-nirari (V), panował 18 lat | Ustępy LXVI-LXXVII: Lista władców okresu nowoasyryjskiego, zaczynająca się od Aszur-dana II (934–912 p.n.e.), a kończąca się na Salmanasarze V (725–722 p.n.e.). Żadna z zachowanych kopii Listy nie zawiera imion władców z asyryjskiej dynastii Sargonidów. |
| LXXVII  | Salmanasar (V), syn Tiglat-Pilesera (III), panował 5 lat | Ustępy LXVI-LXXVII: Lista władców okresu nowoasyryjskiego, zaczynająca się od Aszur-dana II (934–912 p.n.e.), a kończąca się na Salmanasarze V (725–722 p.n.e.). Żadna z zachowanych kopii Listy nie zawiera imion władców z asyryjskiej dynastii Sargonidów. |

### kolofon (kopia B)
„Kopia z miasta Aszur. Ręka Kandalanu, skryby świątynnego z Arbeli. Miesiąc 'lulubû', dzień dwudziesty,
za eponimatu Adad-bel-ukina, gubernatora Aszur. W czasie jego drugiego eponimatu.” (B IV 33-39)

### kolofon (kopia C)
„Napisane i sprawdzone z oryginałem. Tabliczka Bel-szuma-iddiny, egzorcysty z Aszur.
[Ktokolwiek] zabierze (tą tabliczkę), niechaj Szamasz go zabierze.” (C IV 28-30)

## Fragment wersji alternatywnej
Poza pięcioma „standardowymi” kopiami Asyryjskiej listy królów znana jest też jedna kopia (tekst VAT 9812) alternatywnej wersji tej Listy, różniąca się od pozostałych kompozycją i kolejnością władców. Niewielki fragment zdaje się zawierać imiona władców należących do trzech dynastii: pierwszej kończącej się na Eriszumie II, drugiej zawierającej imiona Szamszi-Adada I i jego następców, oraz trzeciej, której założycielem jest Szu-Ninua. W porównaniu z wersją „standardową” występują tu dodatkowo władcy Mut-Aszkur i Remu(...), brak jest natomiast władców od Aszur-dugula do Lullaji. Inna różnica polega na tym, iż wersja ta wymienia jedynie imiona, bez podania żadnych dodatkowych informacji o poszczególnych władcach.
| Autografia tekstu VAT 9812 (KAV 14) będącego fragmentem wersji alternatywnej Asyryjskiej listy królów | Autografia tekstu VAT 9812 (KAV 14) będącego fragmentem wersji alternatywnej Asyryjskiej listy królów |
| --- | --- |
| Transliteracja tekstu oryginalnego (tekst zniszczony) (1) [mPuzur-A]š-šur (II) [...] (2) [mNarām]-dSîn2 [...] (3) [mE-r]i-šu (II) [...] (4) [mŠ]am-ši-dAdad (I) mIš-me-[dDagan (I)] (5) [mMu-u]t-aš2-kur mRe-mu-x [...] (6) [mŠ]u-u-dNinua mŠar4-ma-[dAdad (II)] (7) [mE-r]i-[šu (III)] mŠam-ši-[dAdad (II)] (8) [mIš-me]-d[Da]gan (II) mŠam-ši-[dAdad (III)] (9) [mAššur-nērāri (I)] mPuzur2-Aš-šur (III) (10) [mEnlil-nāṣir (I)] mNūr-ili (11) [mAššur-šadûni] mAš-šur-[rabî (I)] (12) [mAššur-nādin-ahhē (I)] mdEnlil2-[nāṣir (II)] (13) [mAššur-nērāri (II)] [mAš]-šur-[bēl-nišēšu] (tekst zniszczony) | |